# 何淳 (弘治進士)
何淳（？—？），字宗厚，廣東廣州府順德縣人，軍籍，明朝政治人物。

## 生平
廣東鄉試第十一名舉人。弘治十五年（1502年）中式壬戌科三甲第七十四名進士。

## 家族
曾祖何淮；祖父何榮，遇例冠帶；父何璋，知州。母林氏。